# Lâu đài thị trấn ở Banská Štiavnica
Lâu đài thị trấn ở Banská Štiavnica (tiếng Slovakia: Mestský hrad v Banskej Štiavnici), tên thường gọi là Lâu đài Cổ, là một quần thể lâu đài vẫn còn trong tình trạng tốt ở thị trấn Banská Štiavnica, vùng Banská Bystrica, Slovakia. Lâu đài tọa lạc ở độ cao 630 mét so với mực nước biển. Ngày 18 tháng 3 năm 1970, lâu đài này được ghi danh vào Danh sách Di tích Trung ương. Năm 1970, theo Nghị quyết của Chính phủ SSR, lâu đài được công nhận là di tích văn hóa quốc gia. Hiện nay, lâu đài được sử dụng làm trụ sở của Bảo tàng Lịch sử Quốc gia và Bảo tàng Khai thác Slovakia.

## Lịch sử
Tiền thân của lâu đài thị trấn ở Banská Štiavnica là nhà thờ Đức Trinh nữ Maria được xây dựng vào đầu thế kỷ 13. Đến đầu thế kỷ 16, nhà thờ này được xây dựng lại và củng cố để thành một pháo đài chống Thổ Nhĩ Kỳ. Lâu đài thị trấn thành hình vào cuối thế kỷ 15 - đầu thế kỷ 16 bằng việc tái thiết và củng cố nhà thờ giáo xứ.
Vào thế kỷ 19, lâu đài không còn phải thực hiện các chức năng của một pháo đài nữa. Thay vào đó, một phần của lâu đài được dành ra để phục vụ làm kho lưu trữ, thư viện, trụ sở cảnh sát, và phục vụ một số nhu cầu khác của địa phương. Từ ngày 1 tháng 7 năm 1900, lâu đài được sử dụng làm trụ sở của các viện bảo tàng.